# Daemonorops collarifera
Daemonorops collarifera är en enhjärtbladig växtart som beskrevs av Odoardo Beccari. Daemonorops collarifera ingår i släktet Daemonorops och familjen Arecaceae. Inga underarter finns listade i Catalogue of Life.